# Võ Sở
Võ Sở (sinh 1929) là một sĩ quan cấp cao của Quân đội nhân dân Việt Nam, hàm Thiếu tướng, nguyên Chính ủy Binh đoàn 12.

## Tiểu sử
- Thiếu tướng Võ Sở sinh ở xã Phổ Cương, huyện Đức Phổ, tỉnh Quảng Ngãi.